# エンドル
演ドル（えんドル）とは、演歌とアイドルを合わせた造語である。「エンドル」とも表記される。
アイドルのような売り出し方をした女性演歌歌手に用いられる。男性が呼ばれる例はまれで、近年は「イケメン演歌歌手」と称される。

## 概要
1970年代にはすでに森昌子・石川さゆり・八代亜紀・西川峰子・牧村三枝子といったアイドル的な立ち位置の演歌歌手が活躍していたが、彼女らを指す特別な名称はなかった。
1980年代後半からバラエティーアイドルの略語として「バラドル」という言葉が用いられるようになり「○○ドル」はある特性を持ったアイドルの略語として認知されるようになった。
1980年代終盤から1990年代初頭にかけて10代から20代の女性演歌歌手が多くデビューした。演歌歌手＝おばさん、演歌＝中高年向けの音楽というイメージを払拭する狙いもあり、彼女らに対して「演歌のアイドル」略して「演ドル」「エンドル」という名称が使われるようになった。
1995年、集英社「イミダス（情報・知識imidas）」の時事用語辞典の新語流行語として「演ドル」が記載された。
1999年10月16日、テレビ朝日系列『京都マル秘仕置帖 〜伝説の男“必殺仕事人三味線屋勇次”が京の町に現れた! カラオケ教室美人殺人事件 デビュー直前に消された演ドルの秘密〜』が放送された。
2002年放送の「忍風戦隊ハリケンジャー」では、ヒロインのハリケンブルー・野乃七海が演歌歌手を演じ「演ドル」を自称していた。

## 「エンドル」と呼ばれた演歌歌手
- 石原詢子[2]
1988年に「演ドル誕生」のキャッチフレーズでデビュー[3]。エンドルの元祖とされている[3]。
- 岩佐美咲
AKB48の元メンバー。
- 大石まどか
プロモーションの一環としてバラエティー番組にも出演した。
- 小沢亜貴子
- 工藤あやの
- 城之内早苗
おニャン子クラブの元メンバー。
- 田川寿美
- 中島ゆきこ
- 永井みゆき[2]
- 長山洋子[2]
アイドルポップスから演歌に転向した。
- 林あさ美
- 原沙織
- 富士美咲
- 前田有紀
ハロー!プロジェクトの元メンバー。
- みずき舞
- 美月優
- 水田竜子
- 望月琉叶
アイドルグループ・民族ハッピー組のメンバー。グラビアアイドルとしても活動する。
- 大和さくら[2]
- リー・ケイスク[2]

### 現在演歌以外で活躍する歌手
- 大黒美和子（大黒裕貴）
2008年よりポップスに転向。
- 神園さやか
「現役女子高生演歌歌手」としてデビューした。2006年より歌謡曲路線に転向。
- 川嶋あい
13歳で演歌歌手としてデビュー。その後ポップスに転向。
- 島谷ひとみ
エイベックス初の演歌「大阪の女」でデビュー。その後ポップス歌手に転向。
- 中澤裕子
モーニング娘。時代に中澤ゆうこ名義で演歌をリリースしていた。
- 夏川りみ
ポニーキャニオンから星美里名義でデビューし、数年間活動していた。
- 藤川なお美
ものまねタレント。